# Gravity (堂本光一)
《Gravity》為堂本光一在2012年10月3日發行的第3張音樂專輯。由傑尼斯娛樂發行。

## 解說
這張專輯與前作睽違兩年，是堂本光一第3張個人專輯。
若以堂本光一名義發行之作品來說（不包含舞台劇原聲帶及米壽司名義），此張專輯有別於以往的創作專輯，是首次並非皆由本人親自作曲，反而以國內外音樂人提供之樂曲為主，堂本光一表示，就如同自己受到這些音樂人創作的歌曲吸引一般，希望也能透過專輯、透過這些樂曲來吸引更多的聽眾，因此將專輯名稱取為「Gravity」(意指：引力)。同時主打歌「Danger Zone ～to the unknown world～」邀來曾為麥可傑克森、LADY GAGA編舞的Travis Payne負責編排，舞蹈方面更加強烈，企圖打造不同以往的音樂世界。
儘管以外界提供的歌曲為主打，這張專輯仍然收錄了「Fallen Angel」與「LOVE CRIES」兩首堂本光一的個人創作。
本張專輯同時發行初回版A、初回版B以及普通版，3個版本封面皆不同。初回A及B盤各有收錄特典DVD，普通盤則多收錄一首歌曲「A Silent Night」，於Oricon音樂排行榜上初登場即獲得第1名。

## 收錄曲
第1～11首為全版本共通，第12首只收錄在普通版。
1. Danger Zone ~to the unknown world~ 
（作詞:EMI K.Lynn・Chokkyu Murano　作曲:Andreas Johansson・Peter Wallevik・Tommy Gee）
2. Slave Maker 
 （作詞:Ayumi Miyazaki・Ami・Dele Ladimeji　作曲:Ayumi Miyazaki・Ami・Dele Ladimeji）
3. Fallen Angel 
（作詞:EMI K. Lynn　作曲:Koichi Domoto）
4. Deepness
（作詞:Goro Matsui　作曲:Erik Lidbom・Albi Albertsson）
5. Come closer 
（作詞:Yuhki Shirai・Mika Arata　作曲:Nao Tanaka）
6. Bluff×× 
（作詞:Goro Matsui　作曲:Ricky Hanley・Tyler James・Lee Russell）
7. invisible
（作詞:Goro Matsui　作曲:Samuel Waermo・Marcus Dernulf・Marcus Englof・Harry Sommerdahl）
8. JAM ~Freaky Night~
（作詞:EMI K. Lynn　作曲:Samuel Waermo・Tim Larsson・Tobias Lundgren・Johan Fransson）
9. Lost World 
（作詞:Ami　作曲:VENI N MAXI）
10. SUPERSONIC
（作詞:EMI K. Lynn　作曲:Andy Love・Robert Habolin）
11. LOVE CRIES 
（作詞:Yuhki Shirai　作曲:Koichi Domoto）
12. A Silent Night 
（作詞:Takuya Harada　作曲:Takuya Harada・JUNKOO・Fredrik Samssoni）
  - 只收錄在普通版。

## 初回A盤DVD收錄內容
1. - KOICHI DOMOTO ASIA TOUR 2011 BPM -LIVE & DOCUMENTARY-

## 初回B盤DVD收錄內容
1. - Danger Zone ~to the unknown world~ (Music Clip)
  - Danger Zone ~to the unknown world~ (Making)

## 資料來源
1. ↑  .   [2012-12-27]. （原始内容存档于2019-08-09）.